# Miloljub Albijanić
Miloljub Albijanić (en serbe cyrillique : Милољуб Албијанић ; né le 8 juillet 1967 à Tometino Polje) est un mathématicien et un homme politique serbe. Membre du parti G17 Plus, ancien député, il a été vice-président de l'Assemblée nationale de la République de Serbie.

## Parcours
Miloljub Albijanić naît le 8 juillet 1967 à Tometino Polje, un village situé près de la ville de Požega. Il sort diplômé de la Faculté de mathatiques de l'université de Belgrade, département d'analyse numérique, de cybernétique et d'optimisation. De 1995 à 2003, il est professeur de mathématiques à l'Institut de génie électrique Nikola Tesla et, en 2004, il devient directeur adjoint de l'Institut pour la promotion de l'éducation et de la formation (en serbe : Zavod za unapređenje obrazovanja i vaspitanja).
Sur le plan politique, Miloljub Albijanić est membre du parti G17 Plus. Aux élections législatives du 28 décembre 2003, il figure sur la liste emmenée par Miroljub Labus, le président du parti. La liste obtient 11,46 % des suffrages et envoie 34 représentants à l'Assemblée nationale de la République de Serbie ; Miloljub Albijanić est élu député.
Aux élections législatives du 21 janvier 2007, il figure à nouveau sur la liste du G17+, emmenée par Mlađan Dinkić, le nouveau président du parti. La liste obtient 6,82 % des voix et 19 députés. Miloljub Albijanić est réélu et il devient l'un des vice-présidents de l'Assemblée,.
Aux élections législatives anticipées du 11 mai 2008, Miloljub Albijanić figure avec le G17 Plus sur la liste « Pour une Serbie européenne » conduite par Dragoljub Mićunović, membre du Parti démocratique, et soutenue par le président sortant Boris Tadić ; la liste obtient 38,40 % des suffrages et envoie 102 représentants à l'Assemblée nationale ; Miloljub Albijanić est élu député mais il met un terme à son mandat le 24 octobre 2008.
Depuis 2007, Miloljub Albijanić est professeur d'analyse et d'algèbre au Lycée mathématique de Belgrade (Matematička gimnazija) et, depuis 2008, il est directeur de l'Institut pour les manuels scolaires et le matériel pédagogique (Zavod za udžbenike i nastavna sredstva).